# Sh2-155
Sh2-155（Caldwell 9）は、ケフェウス座の散光星雲である。Sh2-155は、輝線星雲・反射星雲・暗黒星雲の複合体からなる大きな星雲の中に存在する、かすんで非常に拡散した明るい星雲である。見ることは困難だが、適切な露出で写すと鮮烈な画像になる。望遠鏡で見た時に、輝線星雲の最も明るいカーブに隣接している東側の暗いラインが、深い洞窟の外観となっており、Cave Nebulaとも呼ばれる。